# Paluxysaurus
Paluxysaurus ist eine Gattung sauropoder Dinosaurier aus der Gruppe der Brachiosauridae aus der Unterkreide Nordamerikas. Fossile Überreste dieser Gattung wurden in der Twin-Mountains-Formation in Texas (USA) entdeckt und können auf das späte Aptium (vor etwa 123 bis 113 Millionen Jahren) datiert werden. Einzige Art ist Paluxysaurus jonesi.

## Beschreibung
Der Schädel ist durch ein Oberkieferknochen (Maxilla) und ein Nasenbein (Nasal) überliefert. Der Oberkieferknochen ist kürzer als bei Brachiosaurus und robuster als bei Camarasaurus. Im Oberkieferknochen sind ein vollständiger Zahn sowie mindestens vier Zahnfragmente erhalten, zwei weitere Zahnfragmente wurden in der Nähe der Schädelknochen entdeckt. Auf jeder Seite des Oberkiefers saßen vermutlich je 9 bis 10 Zähne. Wichtige diagnostische Merkmale sind unter anderem der breite Nasalfortsatz des Oberkieferknochens sowie eine stark seitliche Krümmung des Prämaxillarfortsatzes des Nasenbeins. Einzigartige Merkmale finden sich zudem in den Wirbelbögen der Schwanz- und Rückenwirbel.

## Systematik
Die kladistische Analyse von Peter Rose (2007) sieht Paluxysaurus innerhalb der Brachiosauridae als Schwestertaxon von Brachiosaurus, stellt jedoch auch eine nähere Verwandtschaft mit den nordamerikanischen Sauropoden Venenosaurus und Cedarosaurus fest. You und Li (2009) sowie Ksepka und Norell (2010) kommen ebenfalls zu dem Schluss, dass Paluxysaurus als Brachiosauridae einzuordnen ist. So klassifizieren letztere Autoren Paluxysaurus in einer Klade zusammen mit Brachiosaurus, Giraffatitan, Cedarosaurus und Abydosaurus.

## Entdeckungsgeschichte, Fund und Namensgebung
Sämtliche Fossilien stammen aus einer Fundstelle innerhalb der Jones Ranch in Hood County in Texas. In der Nähe des Fundorts finden sich zahlreiche fossile Fußspuren von Sauropoden und Theropoden, die sogenannten Paluxy-River-Fußspuren. Die Fundstelle wurde bereits Mitte der 1980er Jahre von einer Studentengruppe entdeckt – anschließende Grabungen durch Jeffrey G. Pittman begannen 1985, wurden 1987 jedoch abgebrochen. Seit 1993 führt eine Forschergruppe der Southern Methodist University die paläontologische Feldarbeit in der Fundstelle fort. Die Gesteine des Fundorts wurden fluviatil (durch einen Fluss) abgelagert und gehören zur Twin-Mountains-Formation. Die Fundstelle zeigt eine Ausdehnung von etwa 400 Quadratmeter; die Sauropodenfossilien wurden jedoch in Assoziation miteinander gefunden, wobei einzelne Knochen meistens nicht weiter als einen Meter von anderen Knochen entfernt gefunden wurden.
Den Holotyp (Exemplarnummer FWMSH 93B-10-18) bildet ein linker Oberkieferknochen mit Nasenbein und Zähnen. Weitere Knochen stammen von mindestens vier verschiedenen Individuen und schließen isolierte Zähne, eine Serie aus 7 Halswirbeln sowie zwei isolierte Halswirbel, 13 Rückenwirbel, mehr als 30 Schwanzwirbel, Rippenfragmente und Chevron-Knochen, Schulterblätter (Scapula), Rabenbeine (Coracoid), ein Brustbein (Sternum), Oberarmknochen (Humeri), Elle (Ulna) und Speiche (Radius), Mittelhandknochen (Metacarpalia), Darmbeine (Ilia), Schambeine (Pubes), Sitzbeine (Ischia), Oberschenkelknochen (Femora), Schienbeine (Tibiae), Wadenbeine (Fibulae) sowie drei Mittelfußknochen (Metatarsalia) mit ein. Weitere Knochen wurden gefunden, müssen jedoch noch präpariert werden.
Die Gattung wurde 2007 von Peter J. Rose erstmals wissenschaftlich beschrieben. Der Name Paluxysaurus weist auf die nahe dem Fundort gelegene Stadt Paluxy sowie auf den Paluxy River. Der zweite Teil des Artnamens ehrt William R. Jones, dem Besitzer der Ranch, welcher die Grabungsarbeiten auf seinem Land seit zwei Jahrzehnten genehmigt.